# Hyalinobatrachium talamancae
Hyalinobatrachium talamancae är en groddjursart som först beskrevs av Taylor 1952.  Hyalinobatrachium talamancae ingår i släktet Hyalinobatrachium och familjen glasgrodor. IUCN kategoriserar arten globalt som livskraftig. Inga underarter finns listade i Catalogue of Life.